# Vyšný kostúr
Vyšný kostúr (polsky Wyżni Kostur, maďarsky Felső-Liptói-Őrszem, německy Oberer Liptauer Wachturm, 2083 m n. m.) je hora v hlavním hřebeni Vysokých Tater v části Liptovské múry. Od Nižného kostúru ji odděluje Nižná liptovská lávka (2035 m n. m.) a od Hrubého štítu Vyšná liptovská lávka (2055 m n. m.). Přes její vrchol prochází slovensko-polská státní hranice. Svahy Vyšného kosúru spadají do Doliny Pięciu Stawów Polskich a do Temnosmrečinské doliny.
Nejstarší zaznamenané turistické výstupy:
- léto – 20. srpna 1905, Zygmunt Klemensiewicz
- zima – 8. května 1925, Adam Karpiński, Wilhelm Smoluchowski

## Přístup
Vyšný kostúr (stejně jako celé Liptovské múry) je přístupný pouze v doprovodu horského vůdce.